# Crunch
Crunch é uma marca de produtos alimentícios da Nestlé, conhecida principalmente por sua barra de chocolate com flocos de arroz, que proporciona uma textura crocante. No Brasil, a linha Crunch inclui cereais matinais e sorvetes, além do tradicional chocolate.

## História
O Crunch foi lançado pela Nestlé em 1938, nos Estados Unidos, na cidade de Fulton. A combinação de chocolate ao leite com flocos de arroz rapidamente se tornou um sucesso, especialmente entre o público jovem.
No Reino Unido, o produto foi inicialmente comercializado como "Dairy Crunch" na década de 1960, sendo posteriormente renomeado para "Crunch". No Brasil, o Crunch sucedeu o nostálgico chocolate Kri, que também combinava chocolate com flocos de arroz.
Em 2018, a Ferrero SpA adquiriu a marca Crunch nos Estados Unidos, juntamente com outras marcas de confeitos da Nestlé, por US$6,9 bilhões. No entanto, a Nestlé continua a produzir e comercializar o Crunch em mercados fora dos EUA, como o Brasil.

## Produtos
Além da barra de chocolate tradicional, a marca Crunch expandiu sua linha para incluir:
- Cereais Matinais: Flocos de cereais cobertos com chocolate Crunch, proporcionando uma opção crocante para o café da manhã.[4]
- Sorvetes: Disponíveis em diferentes formatos, como potes e barras, combinando sorvete de baunilha ou chocolate com pedaços de Crunch.
- Buncha Crunch: Pequenos pedaços de chocolate com flocos de arroz, inicialmente vendidos exclusivamente em cinemas e, posteriormente, disponíveis em supermercados.[5]

## Embalagem
Originalmente, as barras de Crunch eram envoltas em papel alumínio, cobertas por uma capa de papel. Com o tempo, a Nestlé adotou embalagens mais modernas, utilizando filmes de poliéster metalizado, mais práticos e comuns em alimentos de conveniência.

## Curiosidades
O nome "Crunch" é uma onomatopeia que remete ao som produzido ao morder o chocolate com flocos de arroz, enfatizando sua característica crocante.